# Peperomia hutchisonii
Peperomia hutchisonii är en pepparväxtart som beskrevs av Truman George Yuncker. Peperomia hutchisonii ingår i släktet peperomior, och familjen pepparväxter. Inga underarter finns listade i Catalogue of Life.